# Pedicularis hookeriana
Pedicularis hookeriana är en snyltrotsväxtart som beskrevs av Nathaniel Wallich. Pedicularis hookeriana ingår i släktet spiror, och familjen snyltrotsväxter. Inga underarter finns listade i Catalogue of Life.